# 海印寺大蔵経板殿
座標: 北緯35度48分 東経128度6分 / 北緯35.800度 東経128.100度
海印寺大蔵経板殿（かいいんじ・だいぞうきょうはんでん、해인사 대장경 판전、ヘインサ・テヂャンギョンパンヂョン）は、大韓民国南部の慶尚南道陜川郡伽倻面の海印寺にあるユネスコの世界遺産（文化遺産）。

## 概要
蔵経板殿は高麗八万大蔵経版木を収蔵する木造建築の経蔵で、海印寺で最も古い建物（1488年建）である。海印寺の本堂よりも高い場所に位置し、長方形の中庭を囲む2つの長い建物と2つの短い建物からなる。特に版木の保存のために、ユニークなタイプの構造が多い。これらの構造は蔵経板殿の内部に自然の換気を提供し、気候条件に応じて温度と湿度を調節するほか、げっ歯類や昆虫の侵入も阻止できる。

### 海印寺
海印寺（해인사、ヘインサ）は、新羅時代の僧侶義湘が802年、伽耶山山中に建立したとされる。「海印」とは一般的な仏教用語であり、「海のように澄み渡った仏の境地・智慧」の意。高麗時代に元に攻め込まれたのを始め、何度か火災に見舞われる。現在の本殿は1817年に再建されたものである。高麗八万大蔵経版がある所なので「法宝寺刹」と呼ばれる（法宝は三宝の一つ）。

#### 主な建築物

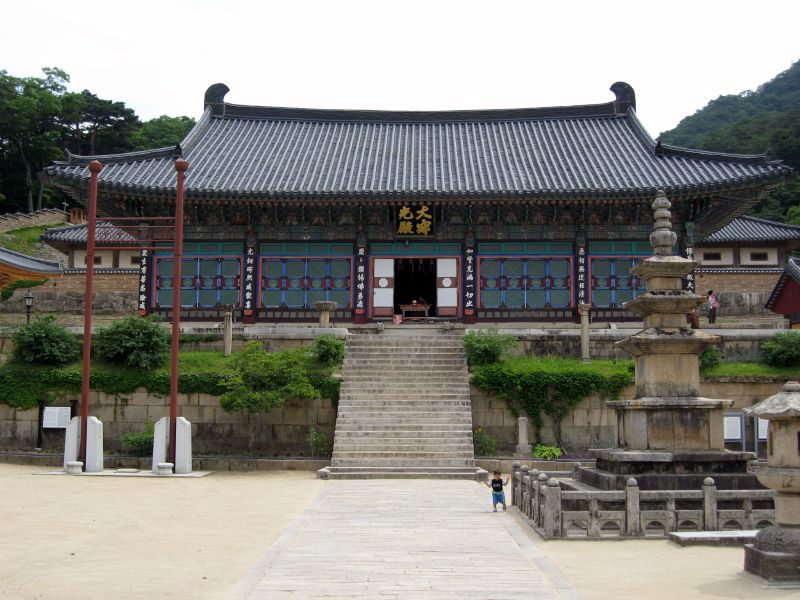
大寂光院

- 大寂光院（本殿）

毘盧遮那仏を本尊として奉る。
- 蔵経板殿（大蔵経経板閣）

- 九光楼

### 高麗八万大蔵経
仏教の経典の総集。高麗八万大蔵経は、現存する大蔵経でも最高のものと言われている。モンゴルからの侵攻の危機にあった高麗が、国家繁栄を願い1236年に版木製作に着手。15年の歳月をかけ1251年、当時の都のあった江華島で完成した。1398年に版木は海印寺に移された。2004年現在、海印寺の板殿（大蔵経経板閣）に納められている。

## 登録基準
この世界遺産は世界遺産登録基準のうち、以下の条件を満たし、登録された（以下の基準は世界遺産センター公表の登録基準からの翻訳、引用である）。
- (4) 人類の歴史上重要な時代を例証する建築様式、建築物群、技術の集積または景観の優れた例。
- (6) 顕著で普遍的な意義を有する出来事、現存する伝統、思想、信仰または芸術的、文学的作品と直接にまたは明白に関連するもの（この基準は他の基準と組み合わせて用いるのが望ましいと世界遺産委員会は考えている）。